# Banana Cabana
Banana Cabana (Originaltitel Almost Naked Animals) ist eine kanadische Zeichentrickserie, die für die Sender YTV und Cartoon Network produziert wird. Eine deutsch synchronisierte Fassung wurde von Super RTL ausgestrahlt. In der Serie geht es um halbnackte Tiere, die ein Hotel führen.

## Figuren
Howie
Der Hund ist der Besitzer des Banana Cabana und gleichzeitig die Hauptfigur der Serie. Deutsche Stimme: Dirk Petrick.
Octo
Der Tintenfisch ist Howies bester Freund und teilt ein Zimmer mit ihm. Er ist sehr vorsichtig und hat Angst, sich zu verletzen. Er macht bei fast allem mit, was Howie macht.
Bunny
Die Häsin Bunny wird oft sehr schnell wütend. Sie nervt sich an sehr vielem. Aber manchmal unterstützt sie Howie tatkräftig.
Piggie
Das Schwein ist Chefkoch im Hotel „Banana Cabana“, es spricht mit spanischem Akzent, deswegen ist es vermutlich Spanier. Es nennt Howie nur „Hundedings“. Ähnlich wie Bunny wird es oft wütend.
Narwal
Narwal ist der Sänger im Hotel. Er muss die Leute unterhalten. Er ist sehr eitel und sagt sehr oft „Yo“ und andere Fantasiewörter wie „Schapeldidu“.
Silvia
Silvia ist ein Faultier, das immer an einem Gepäckwagen hängt. Sie verehrt Howie, weil sie in ihn verliebt ist. Sie glaubt ihm so gut wie alles.
Duck
Der Enterich Duck ist die dümmste Figur im Hotel „Banana Cabana“. Er redet ständig nur Unsinn. Aber Howie und die anderen merken das meistens gar nicht. Beispielsweise sagt er: „Ich wusste, dass das passiert!“
Pudel
Die Pudeldame Pudel ist Howies Schwester und hasst Howie. Obwohl ihr Hotel viel besser ist als das Banana Cabana, will sie es unbedingt haben, damit jeder zu ihr geht.
Boris
Die Fledermaus ist der Gehilfe von Pudel. Wo Pudel ist, ist auch Boris. Er ist erstaunlicherweise mit den Tieren aus dem Banana Cabana befreundet.

## Produktion und Veröffentlichung
Die Serie entstand bei 9 Story Entertainment unter der Regie von Brad Ferguson. Die Idee zur Serie stammt von Noah Z. Jones und die künstlerische Leitung lag bei Logan McNeil. Die Musik komponierten James Chapple, Graeme Cornies, David Brian Kelly und Brian L. Pickett.
Die Erstausstrahlung der 52 Folgen fand bei YTV und Cartoon Network statt, vom 7. Januar 2011 bis zum 22. Mai 2013 in insgesamt drei Staffeln. Die deutsche Synchronfassung wurde ab 5. November 2011 bei Super RTL ausgestrahlt, bis 2017 folgten mehrere Wiederholungen. Bei Polyband erschien die deutsche Fassung 2013 auf DVD. Auch in Großbritannien wurde die Serie im Fernsehen und auf DVD veröffentlicht.